# Banks-Kiefer
Die Banks-Kiefer (Pinus banksiana) ist eine Pflanzenart aus der Gattung der Kiefern (Pinus) innerhalb der Familie der Kieferngewächse (Pinaceae). Sie ist in Nordamerika verbreitet.

## Beschreibung

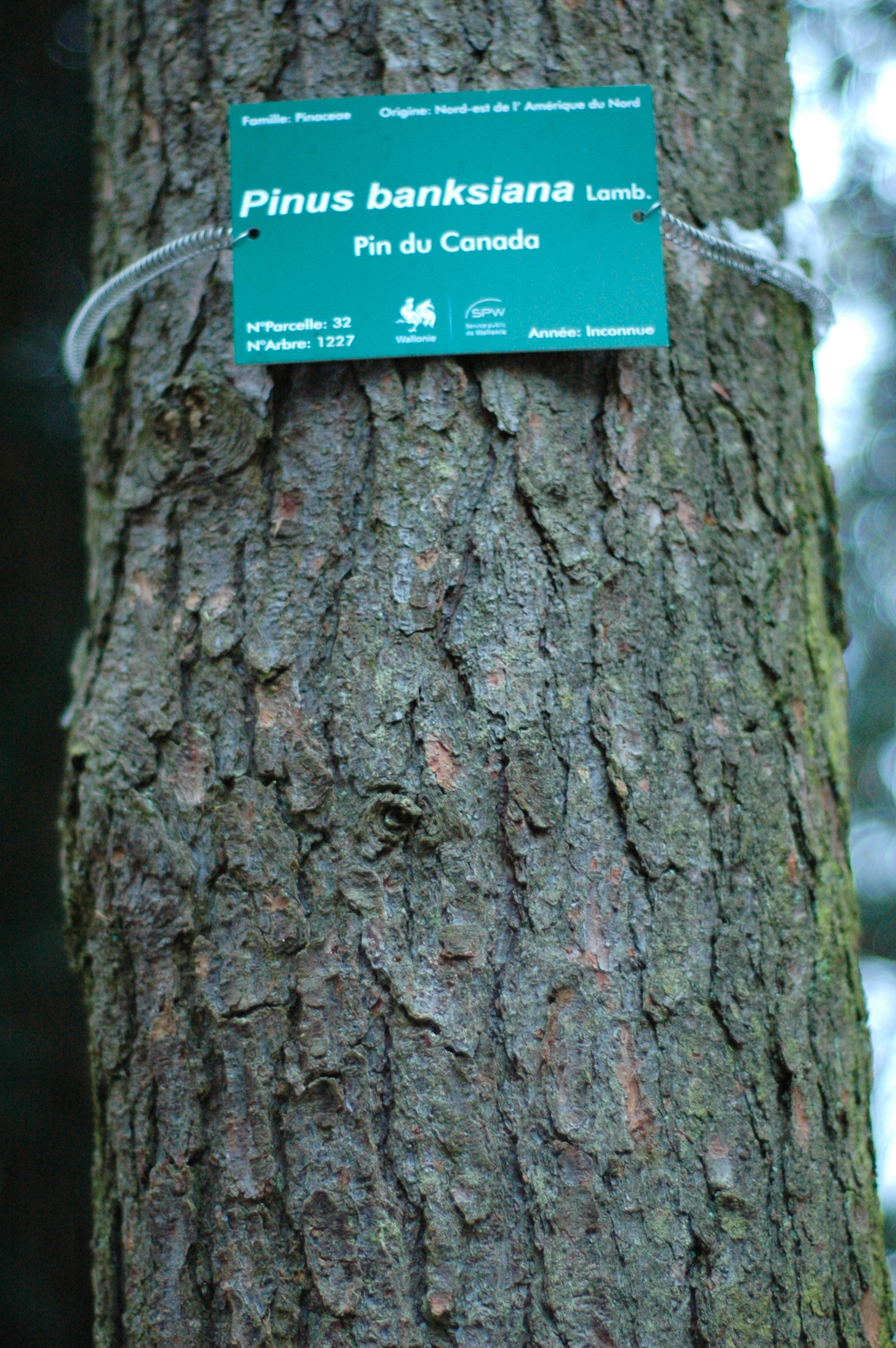
Stamm mit Borke

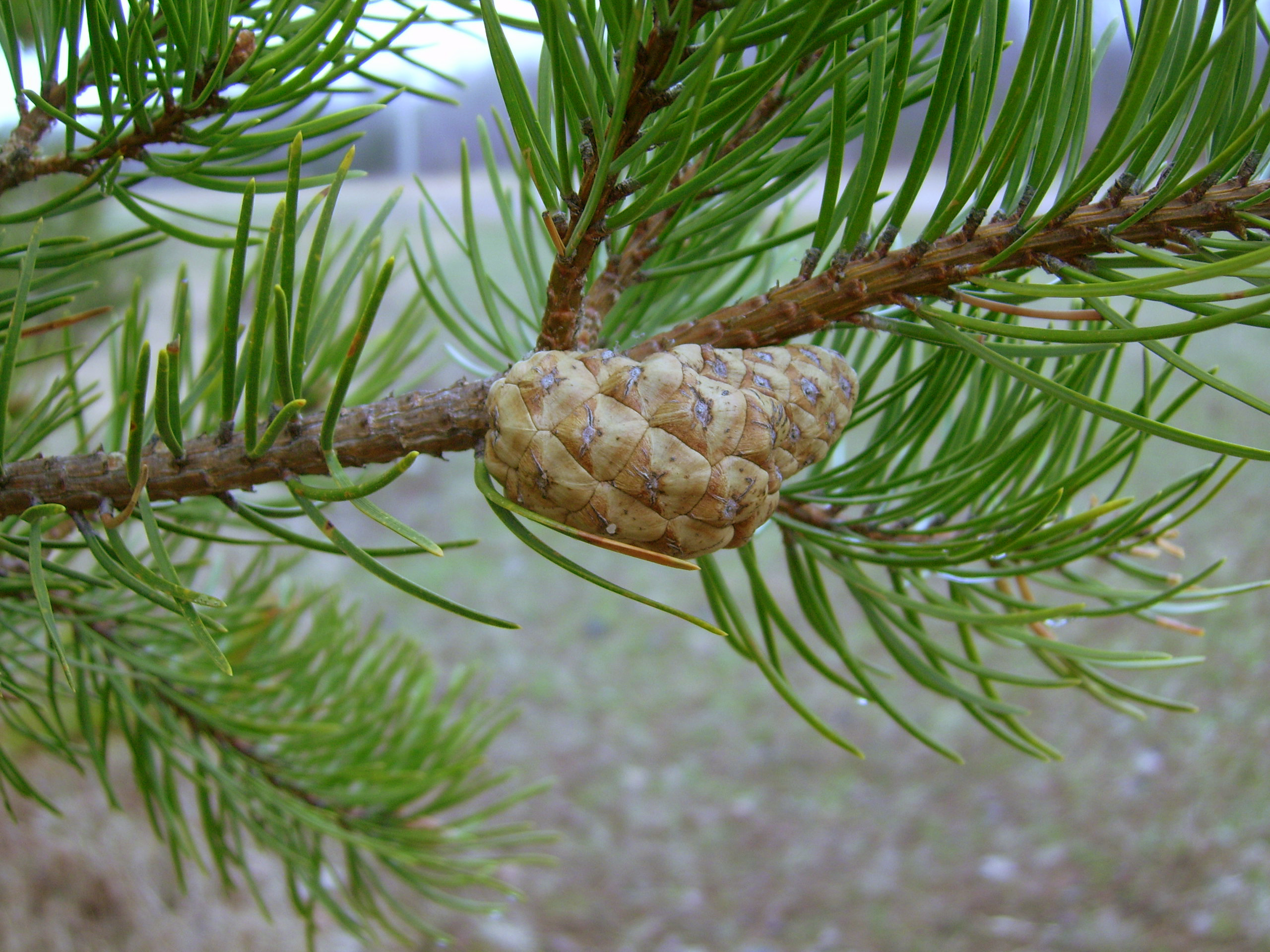
Zweig mit Nadeln und Zapfen

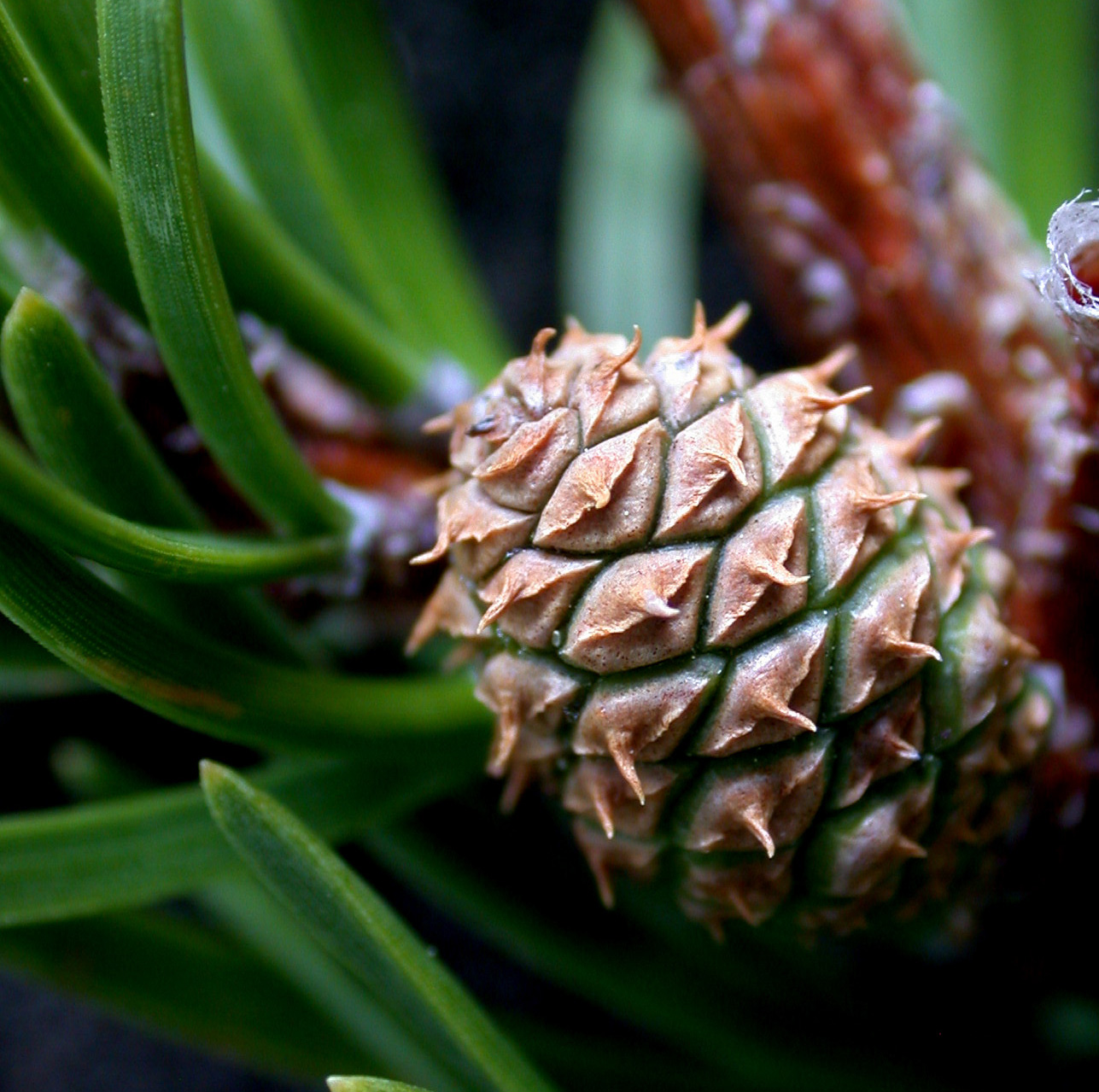
Zapfen

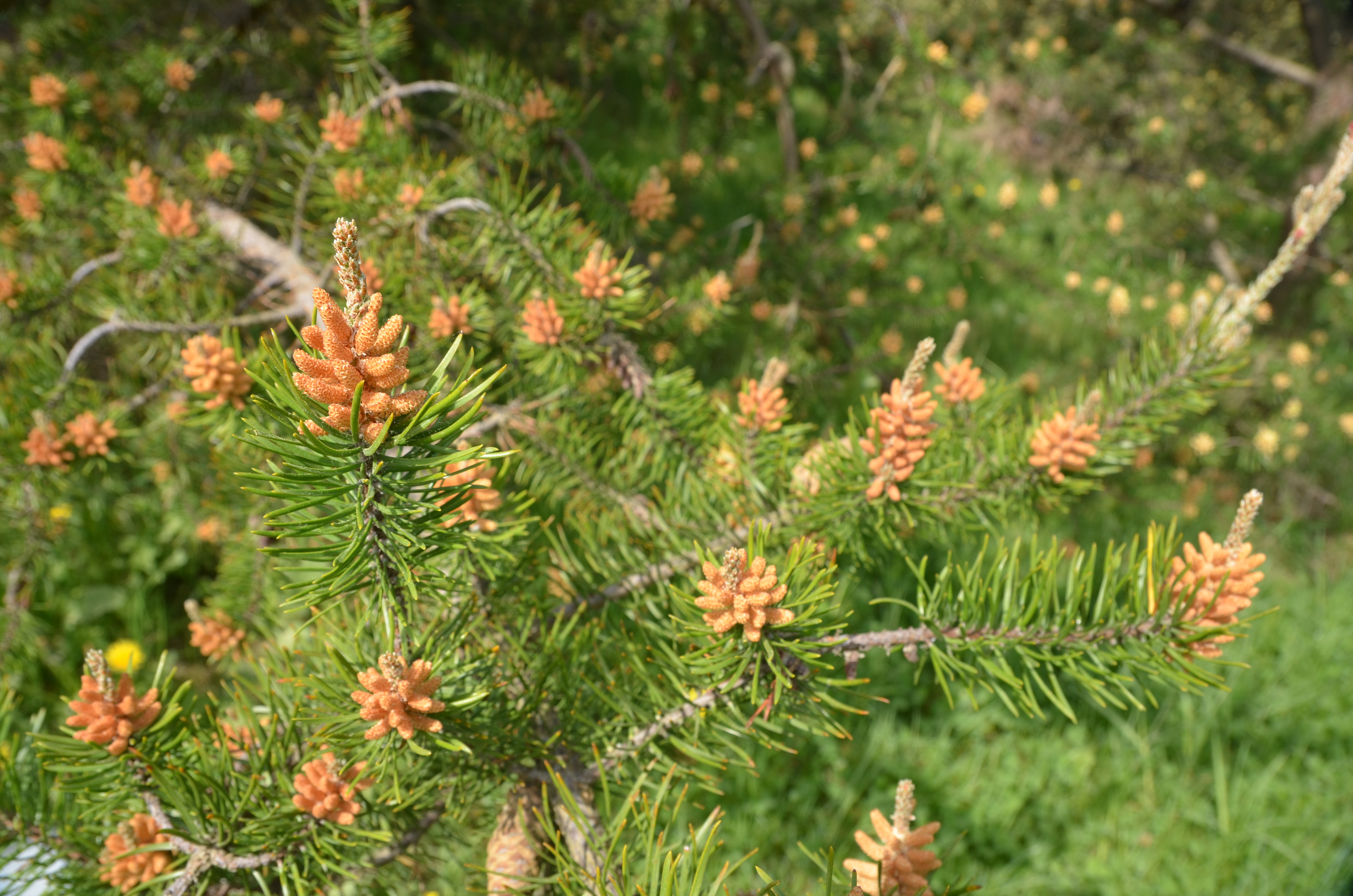
Zweige mit männliche Blüten

### Vegetative Merkmale
Die Banks-Kiefer ist ein mittelgroßer Baum und erreicht Wuchshöhen von 9 bis 22, selten bis zu 27 Metern, aber einige Exemplare sind nur buschartig. Sie wächst meistens nicht einfach gerade, sondern bildet im Alter eine unregelmäßige Baumkrone. Die Borke ist orange-braun bis rot-braun. Die rot-braunen Knospen sind bei einer Länge von 0,5 bis 1 Zentimetern eiförmig. Die Nadeln stehen zu zweit im Bündel; sie sind gelb-grün, gedreht, 2 bis 5 Zentimeter lang sowie 1 bis 1,5, selten bis zu 2 Millimeter breit und werden 2 bis 3 Jahre alt.

### Generative Merkmale
Die männlichen Blütenstände sind bei einer Länge von 10 bis 15 Millimetern zylindrisch und gelb bis orange-braun. Die Samenzapfen reifen in 2 Jahren und sind 3 bis 5,5, Zentimeter lang, fast sitzend oder kurz gestielt. Die Samen sind verkehrt-eiförmig und abgeflacht, ihr Flügel ist 10 bis 12 Millimeter lang. Der Samenkörper ist 4 bis 5 Millimeter lang und braun bis fast schwarz. Die Zapfen sind mit bedornten Schuppen versehen, wobei diese Stacheln bis zur Reife abhandenkommen können und die Zapfen dann glatt sind. Für Kiefern unüblich, stehen die Zapfen in der Wuchsrichtung des Zweiges ab oder sind um sie herum verdreht; daran kann man sie leicht von der Küsten-Kiefer unterscheiden. 

### Chromosomensatz
Die Chromosomengrundzahl beträgt x = 12; es liegt Diploidie mit einer Chromosomenzahl von 2n = 24 vor.

## Ökologie
In ihrer Ausbreitungsstrategie ist sie an Waldbrände angepasst: Ihre Zapfen bleiben über Jahre geschlossen und die Schuppen spreizen sich erst nach Hitzeeinwirkung zur Öffnung (serotine Ausbreitungsstrategie). So fällt der Samen nach einem Feuer auf den nackten Boden, wenn der Altbaum nicht mehr überleben kann oder die Population verkleinert wurde.
Alternde Bestände dünnen oft aus und abgefallene Nadeln beschleunigen die Versauerung des Bodens. In der Strauchschicht sind sie daher oft mit Heidelbeeren vergesellschaftet. Auf sandigen oder felsenreichen Böden bildet sie oft Reinbestände.
Bestände der Banks-Kiefer sind Bruthabitat des bedrohten Michiganwaldsängers in dem sehr begrenzten Gebiet seines Vorkommens der Unteren Halbinsel von Michigan.

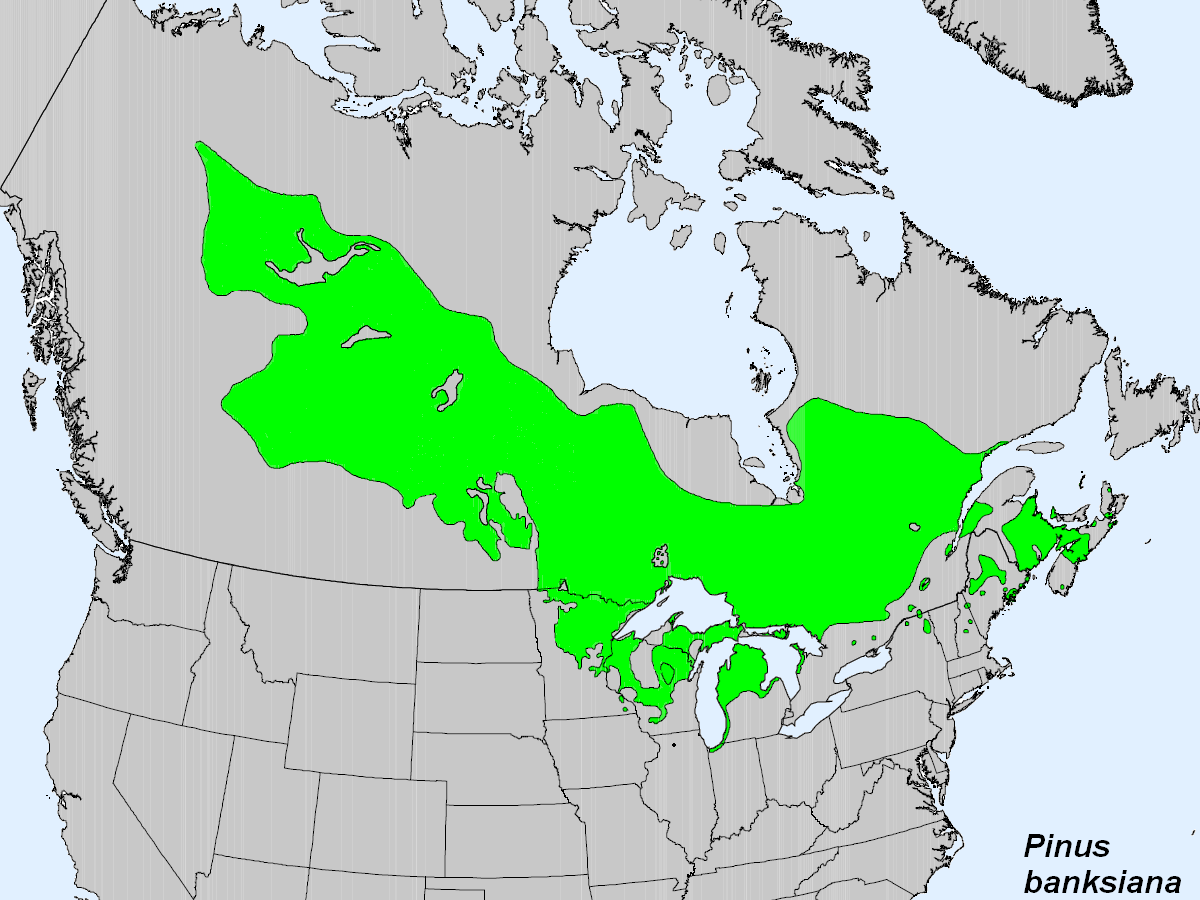
Verbreitungsgebiet

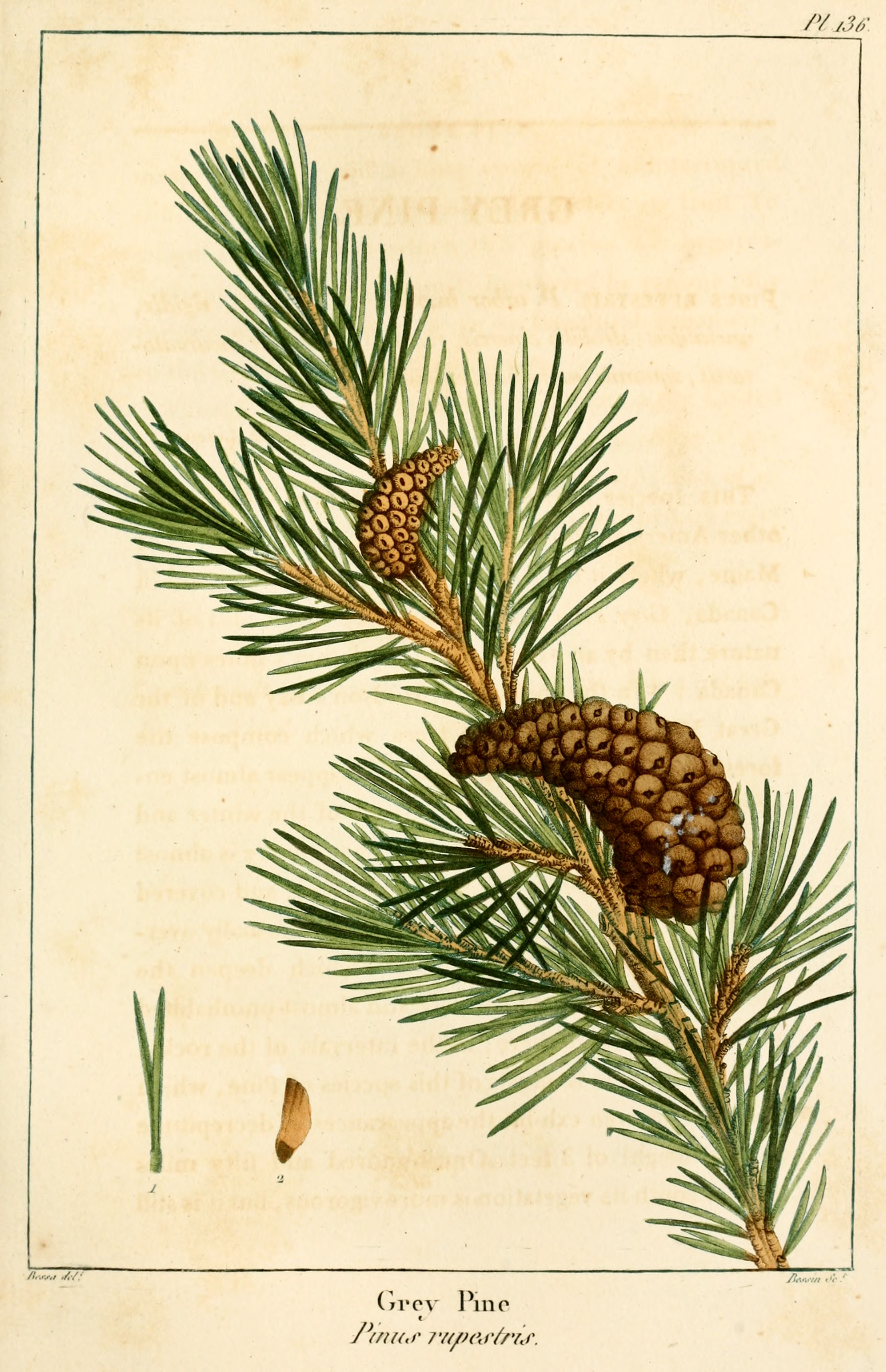
Illustration aus The North American Sylva, 1819, Tafel 136

## Vorkommen und Gefährdung
Pinus banksiana ist ein boreales bis subarktisches Florenelement. Das natürliche Verbreitungsgebiet von Pinus banksiana reicht in Nordamerika östlich der Rocky Mountains von den kanadischen Provinzen Northwest Territories, Ontario, Québec, New Brunswick, Manitoba, British Columbia, Saskatchewan, Alberta bis nach Nova Scotia und in den US-Bundesstaaten New Hampshire, Wisconsin, New York, Michigan, Minnesota, Maine bis Indiana. Ihre südliche Verbreitungsgrenze ist der Nordwesten von Indiana.
Sie gedeiht in Höhenlagen von 0 bis 800 Metern.
Da diese Art weit verbreitet ist, wird Pinus banksiana 2011 in der Roten Liste der Bedrohten Arten der IUCN als „Least Concern“ = „nicht gefährdet“ bewertet.

## Systematik
Die Erstbeschreibung von Pinus banksiana erfolgte 1803 durch Aylmer Bourke Lambert in A Description of the Genus Pinus, Band 1, Seite 7, Tafel 3. Synonyme für Pinus banksiana Lamb. sind: Pinus divaricata (Aiton) Dum.Cours., Pinus hudsonica Poir., Pinus rupestris Michx.f. und Pinus sylvestris var. divaricata Aiton.
Im äußersten Westen des Verbreitungsgebietes von Pinus banksiana kommt es zu einer Hybridisierung mit der nah verwandten Küsten-Kiefer (Pinus contorta).

## Trivialnamen
Englischsprachige Trivialnamen sind: Jack Pine, Black Pine, Hudson Bay Pine.